# Katharine Byron

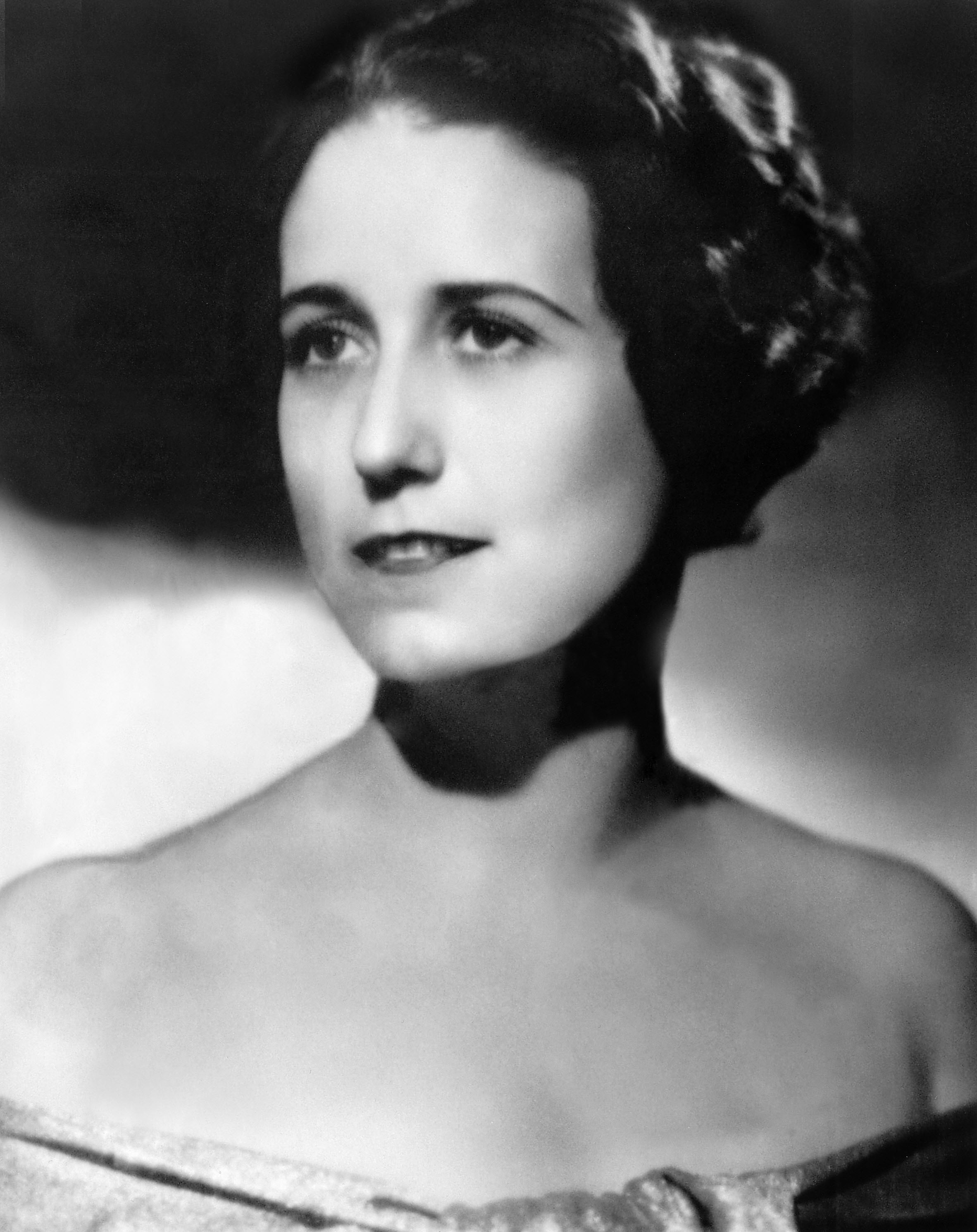
Katharine Byron

Katharine Edgar Byron (* 25. Oktober 1903 in Detroit, Michigan; † 28. Dezember 1976 in Washington, D.C.) war eine US-amerikanische Politikerin. Zwischen 1941 und 1943 vertrat sie den Bundesstaat Maryland im US-Repräsentantenhaus.

## Werdegang
Katharine Byron, die Enkelin von US-Senator Louis E. McComas (1846–1907), besuchte die öffentlichen Schulen ihrer Heimat und die Westover School in Middlebury (Connecticut) sowie die Holton Arms School in Washington. Im Jahr 1922 zog sie nach Williamsport in Maryland. Sie heiratete den späteren Kongressabgeordneten William D. Byron. Ihr gemeinsamer Sohn Goodloe sollte später ebenfalls Kongressabgeordneter für Maryland werden. Im Jahr 1936 wurde sie Vorsitzende des Hochwasserausschusses von Williamsport; von 1938 bis 1940 saß sie im dortigen Gemeinderat.
Nachdem ihr Mann als amtierender Kongressabgeordneter bei einem Flugzeugabsturz in der Nähe von Atlanta am 27. Februar 1941 ums Leben gekommen war, wurde sie als Kandidatin der Demokratischen Partei zu seiner Nachfolgerin im Kongress gewählt, wo sie zwischen dem 27. Mai 1941 und dem 3. Januar 1943 die angebrochene Legislaturperiode ihres Mannes beendete. Im Jahr 1942 verzichtete sie auf eine weitere Kandidatur. Seit Dezember 1941 war ihre Amtszeit von den Ereignissen des Zweiten Weltkrieges geprägt.
Nach dem Ende ihrer Zeit im US-Repräsentantenhaus zog sich Katharine Byron aus der Politik zurück. Sie starb am 28. Dezember 1976 in der Bundeshauptstadt Washington und wurde in Williamsport beigesetzt.